# Jämtlands förhistoria
Jämtlands förhistoria är förhistorien som utspelade sig i området för nuvarande Jämtland. Jämtlands förhistoria börjar med att de första människorna anlände från väster efter den senaste istidens slut.

## Stenålderstid

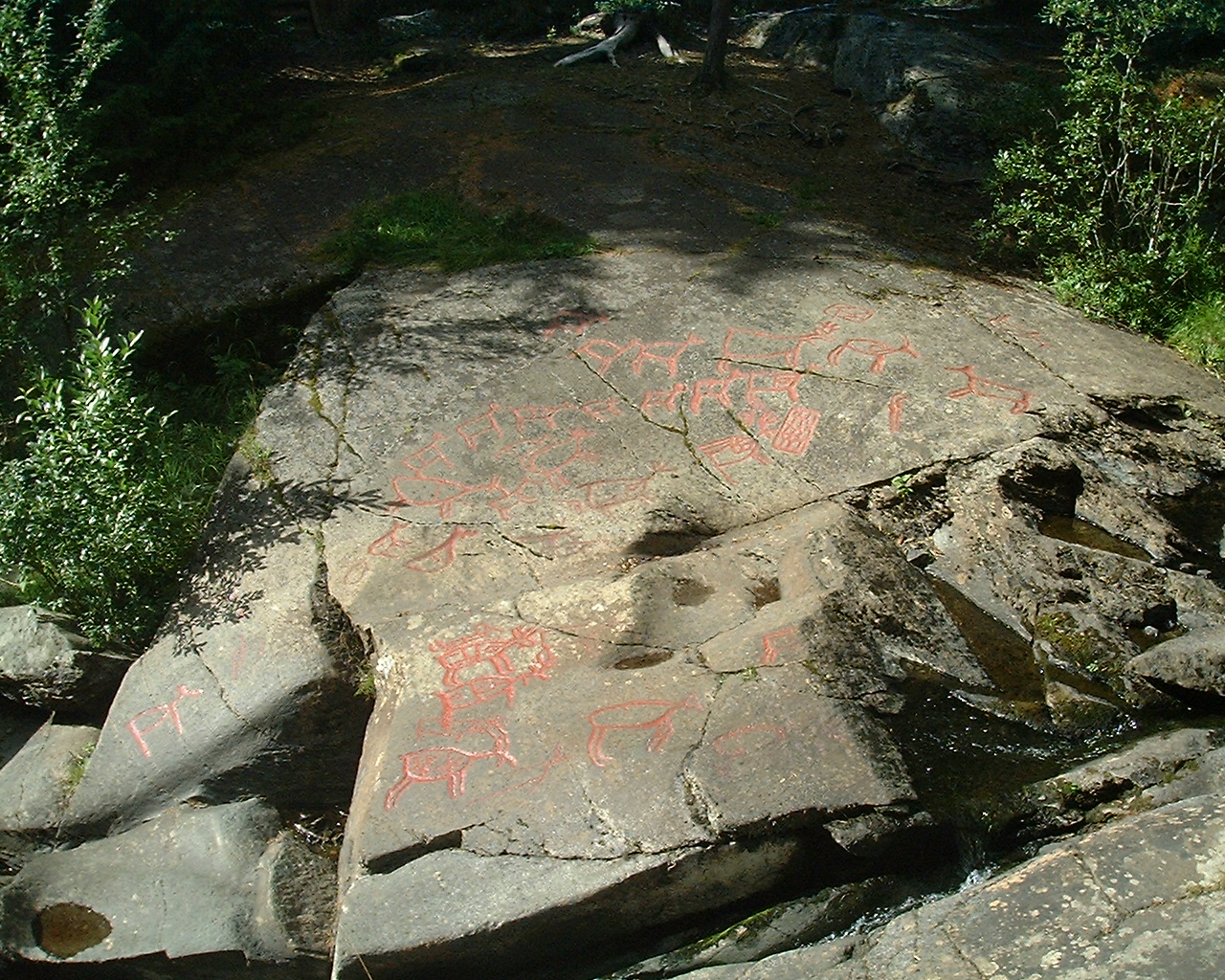
Hällristningar i Glösa, gjorda för cirka 6 000 år sedan och motiven består främst av älgar; flera organ har målats ut. Hällristningarna är mycket lika dem som man funnit i till exempel Moelv i Tröndelag och påminner även om grottkonsten i Altamira i norra Spanien. En hällristad älg från Glösa förekommer i Krokoms kommunvapen

De första människorna kom till Jämtland någon gång mellan 7 000 och 6 000 år f.Kr. från väster. De var jägare och samlare. Flera tusen fynd från deras tid har hittats runt om i landskapet vid lägerplatser, längs stränder och sjöar. Jägarfolket var nomader och följde bytenas vandringar. I Jämtland dominerade redan på den här tiden älgen vilket flera hällmålningar vittnar om och vid tidpunkten växte det bland annat ek i det som i dag är västra Jämtlands fjällvärld.
Nära hällmålningar i Jämtland förekommer ofta fångstgropar och i Jämtland finns runt 15 000 kända sådana, vilket är fler än vad som påträffats i andra regioner i hela Skandinavien. Jaktgroparna placerades där man visste att älgarna rörde sig och kunde sträcka sig flera mil. Det finns idag flera ortnamn runt om i Jämtland som vittnar om fångstgroparnas betydelse för jägarfolket och deras avkommor.
Den äldsta boplatsen i Jämtland är den vid Foskvattnet i Hotagen daterad till cirka 6 000 år f.Kr. genom C14-metoden, inte alltför långt ifrån den så kallade Fosnakulturen i Møre og Romsdal. I Åflo i Offerdal har man emellertid hittat en unik pilspets, Offerdalsspetsen, gjord av ben som kan vara mer än 8 000 år gammal. Vilket gör fyndet till ett av de äldsta stenåldersfynden i hela Sverige.

## Bronsåldern

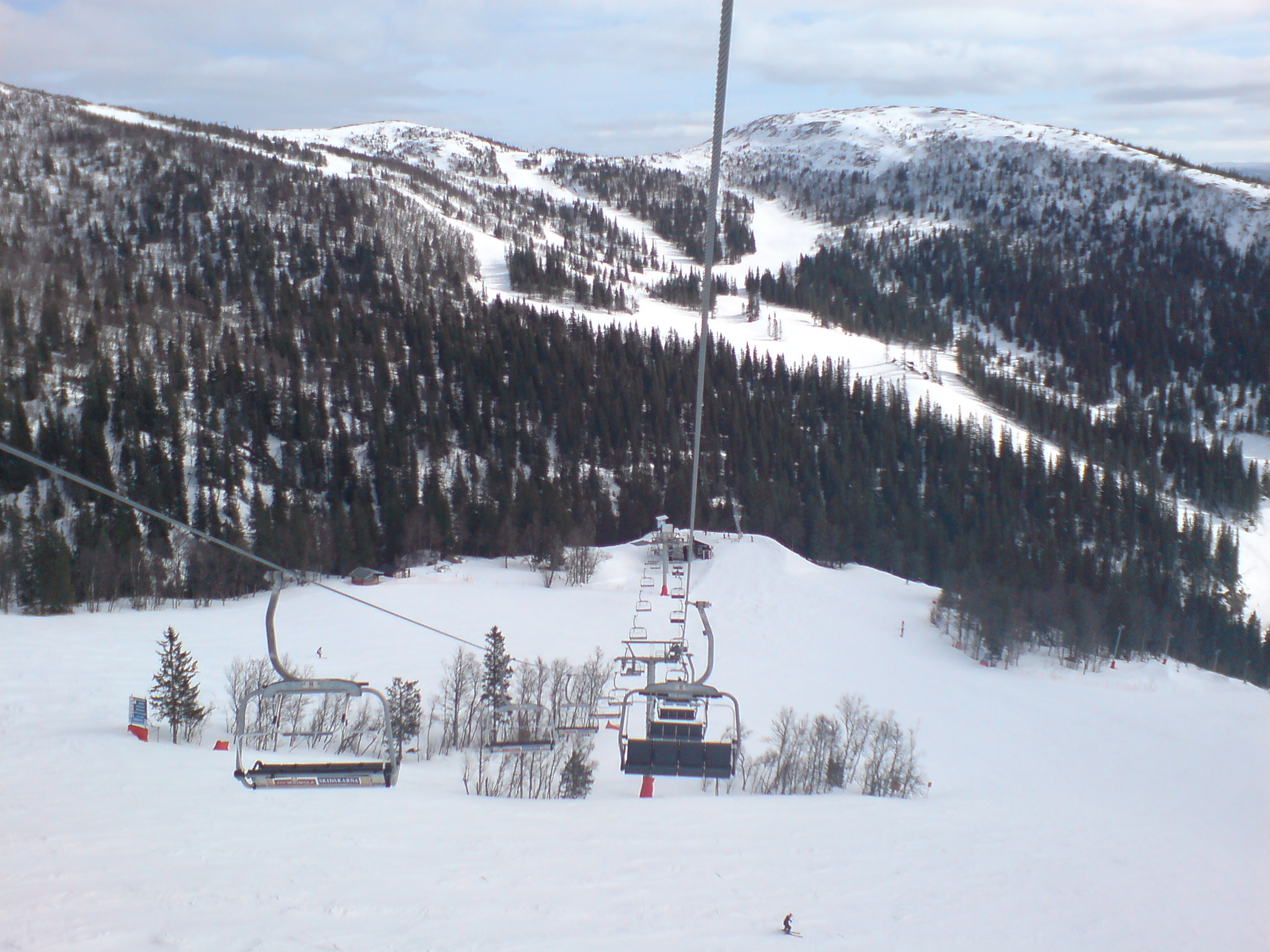
Granen kom sent till Skandinavien och de här granarna kan skönjas från Hummelliften i Åre. Från Jämtland spred sig granen senare till Norge. Västra och norra Jämtland hör till de mest grantäta områdena i Sverige

Kring år 2 700 år f.Kr. gjorde sig den neolitiska kulturen gällande i Tröndelag och Trondheimsområdet, och något senare i Jämtland där det under bronsåldern utvecklades en herdekultur. Pollenanalyser från till exempel Ändsjön och även Fjällnäs i Härjedalen visar att det funnits svartkämpar i området, vilket antyder en tidig betesdrift vid ungefär 2 200 år f.Kr.. I Sandöl, norr om Hotagen, finns spår av sådan betesdrift, daterade till tiden 2 500 år före vår tideräkning. Denna boskapsskötsel är samtida med jägarkulturen som bedrivs i skog och mark runt om i Jämtland. Vid Ånnsjön finns fyndigheter av flinta som inte finns naturligt i området och runt 60 boplatser från tiden. Vid Juvulns strandkanter finns också flera boplatser. I Snåsa, i dagens Norge, har man funnit spår av en större bondebebyggelse från den samtiden. 500 år f.Kr. kom granen till Jämtland från norr och blev en del av faunan.

## Järnåldern
En jämtsk bondekultur uppstod först under yngre romersk järnålder i Storsjöbygden. På 300-talet finns arkeologiska bevis för större gårdar och långhus i Jämtland, i till exempel Ås. Man har även funnit ben av nötkreatur, hundar, getter och hästar från den här tiden. De jämtska bönderna odlade framför allt korn, men pollenanalyser visar även att till exempel hampa förekom. I slutet av 300-talet restes Mjälleborgen på Frösön för att kontrollera järnframställning och den omfattande järnhandeln som utvecklades. Storhögar börjar förekomma i Jämtland, liknande fanns i Bertnem i Nord-Tröndelag och i Högom i Medelpad. Det västliga inflytandet från Tröndelag genom Jämtland till Norrlandskusten var vid tiden stor.
Bebyggelsen stagnerade något på 600-talet och Mjälleborgen övergavs på 700-talet. En mindre folkvandring uppstod samtidigt i området och en folkkoncentration skedde i östra Storsjöbygden. Orter som Frösön, Brunflo, Rödön, Hackås, Lockne och Näs utmärker sig.

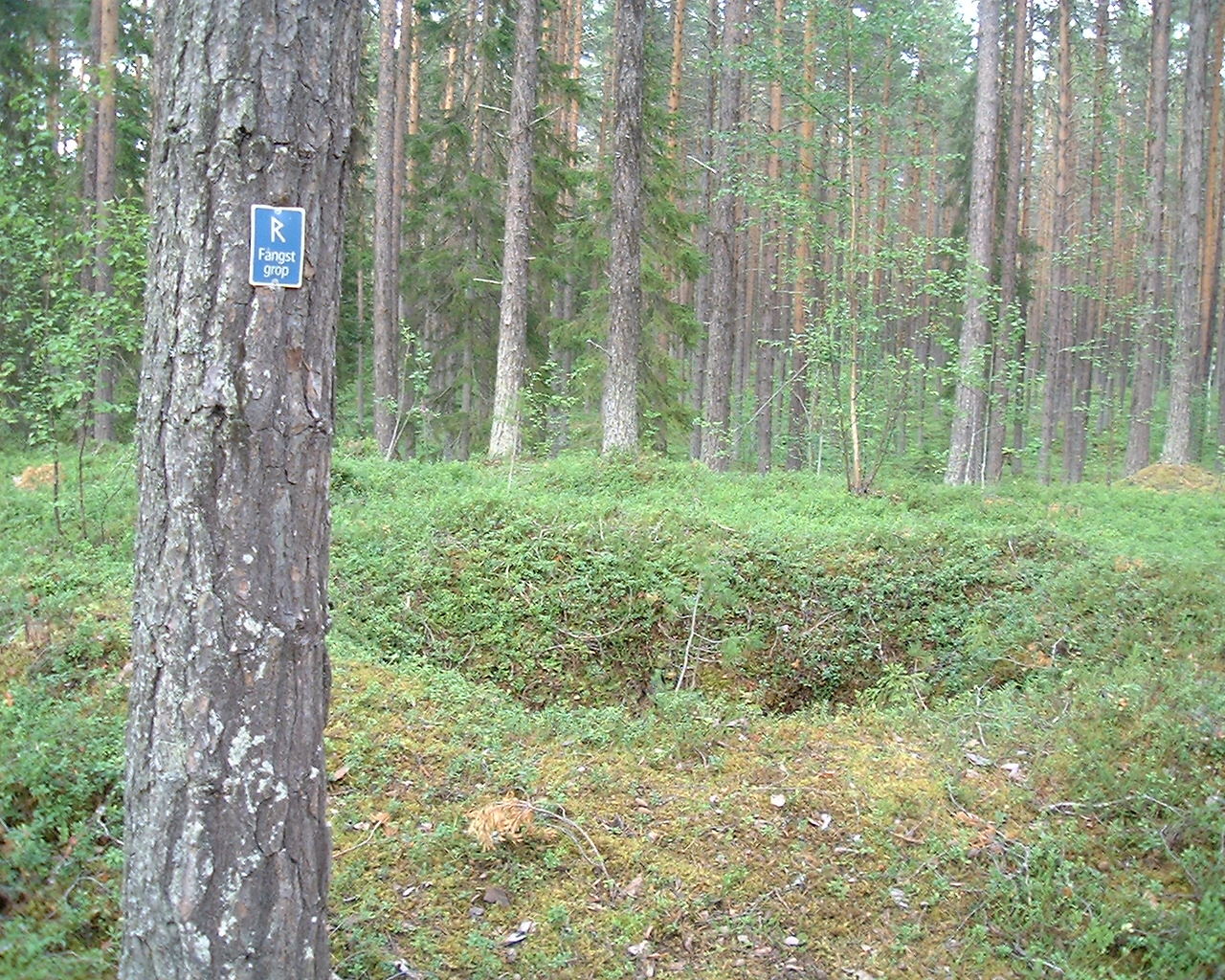
Fångstgropar som den här från Långön i nordvästra Ångermanland (Jämtlands län) finns överallt runt om i Jämtland
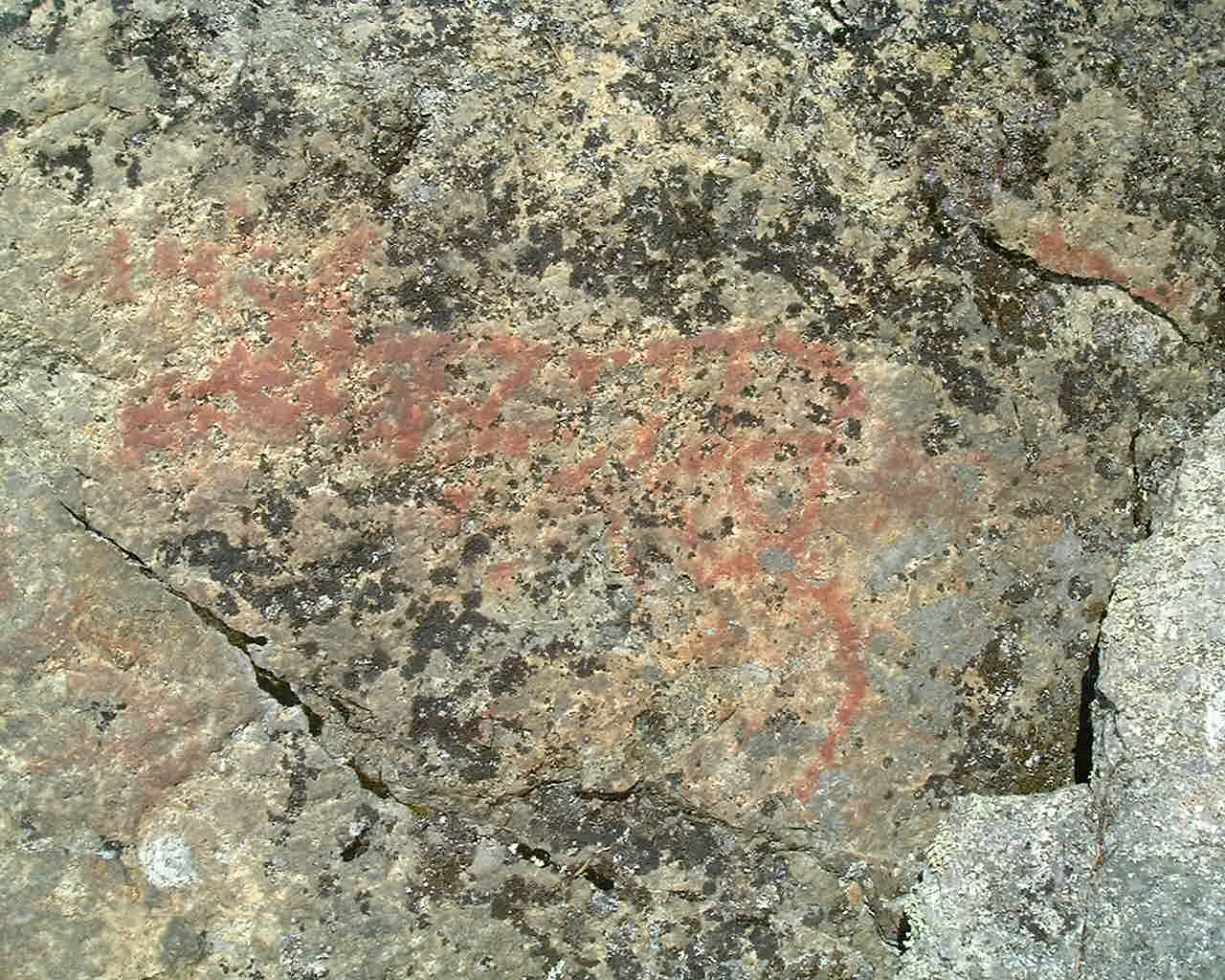
Hällmålning av en älg vid Fångsjön, målad med rödockra
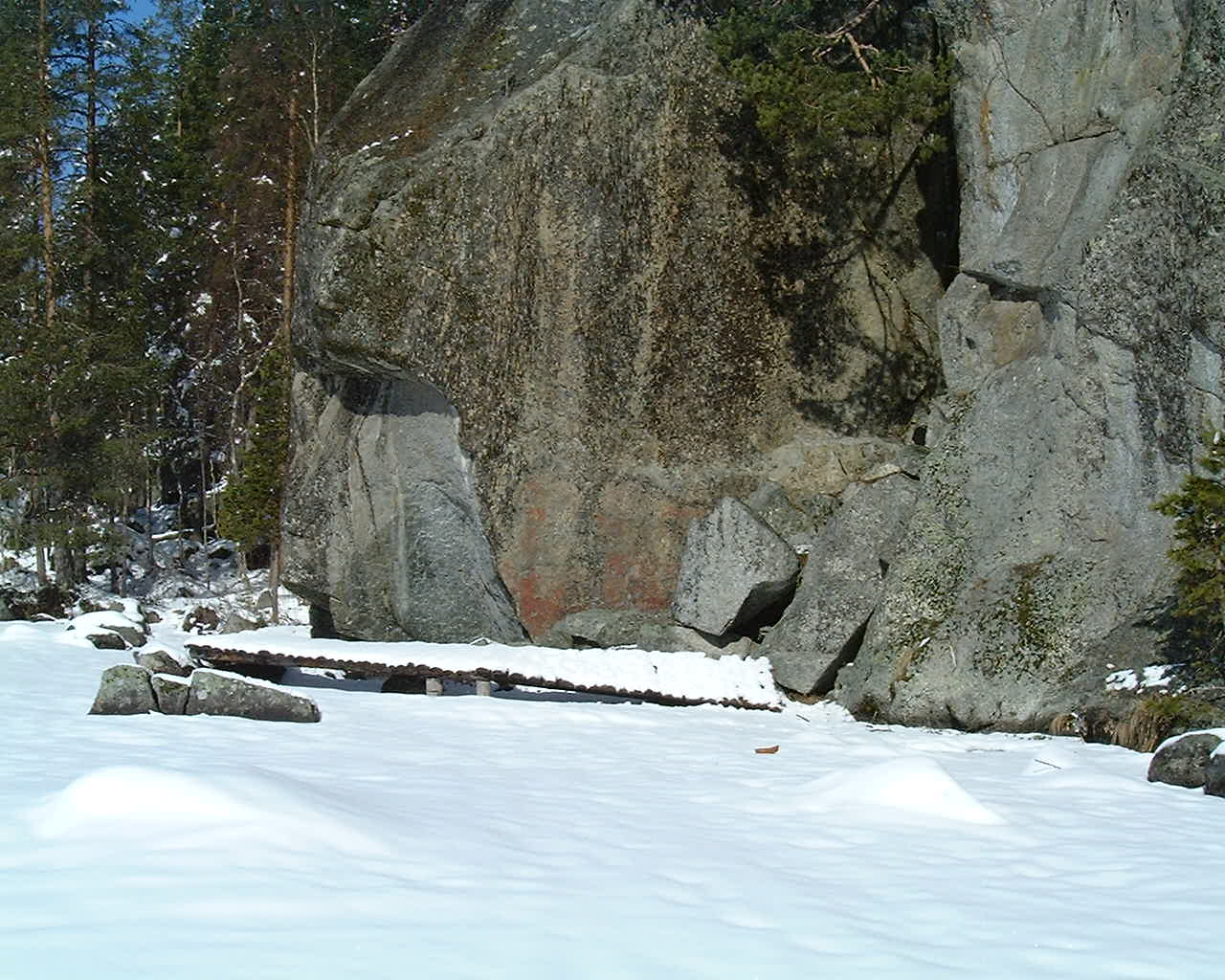
Hällmålningslokal vid Fångsjön, daterad till 2500-2000 år före Kristus

## Vikingatiden

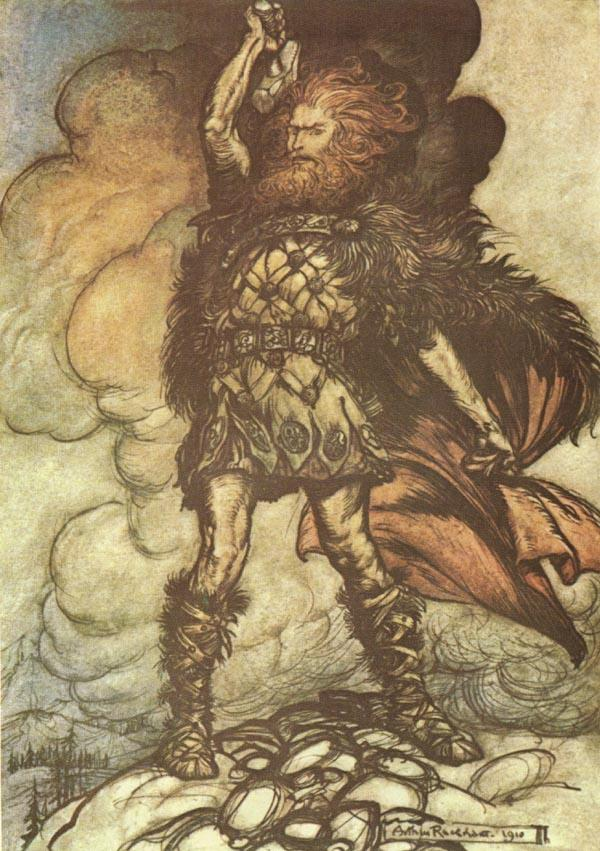
Tor är symbol för åska och åskmuller i jämtskan

Under vikingatiden blev bebyggelsen mer omfattande, vilket kan ses som en bekräftelse på Snorre Sturlassons uppgifter om att många norrmän som flydde från Harald Hårfager bosatte sig i Jämtland i slutet av 800-talet, på samma sätt som många norrmän vid samma tid flydde till och koloniserade Island. 
I samband med klimatförändringen (som senare resulterade i den medeltida värmeperioden) intog Frösön ställningen som centralort. Det varmare klimatet gjorde att jordbruket blomstrade, boskapsskötseln och den för det skandinaviska inlandet unika buföringen runt om i Jämtland blir mer omfattande, framför allt i den södra delen när fjällkon blir en del av faunan. Jakten på älg och vilt ökar även under den här tiden, befolkningen består av bönder, herdar, jägare och samlare. Många kunde beteckna sig som alla fyra. I religiöst hänseende utövade jämtarna asatro. Bland gudarna i den nordiska mytologin kom Jämtland att domineras av de äldsta gudarna i nordisk mytologi, vanerna, även om också asagudarna dyrkades. Jämtlands kulturella centrum, Frösön, har fått sitt namn efter fruktbarhetens, kärlekens och livskraftens gud, Frö. Norderön hette tidigare Nærdö (havs- och väderguden Njords ö) och Andersön är en förvanskning av det ursprungliga Ondursöy, efter Njords fru, vinterns, jaktens och skidåkningens gudinna (Nordens Artemis) Skade (ondurr är benämningen på en av hennes skidor, "snö-sko" och Ondurdis betyder skidgudinnan). Andra sakrala namn i Storsjöbygden är Odensala, efter krigsguden Odens salar, Åsön (ås - åskguden Tor) och Lunderänget (Njords lund) på Norderön. Runt om i Storsjön fanns även fem olika kultplatser, Hov, i Alsen, i Hackås, på Frösön och Norderön samt i Ås. I närheten av Hackås kultplats finns även Ullvi, från Ull, den ärorike, som likt Skade var en jaktgud och som också färdades med "snöskor", alltså skidor. Precis som jämtarna gjorde vintertid när de jagade .

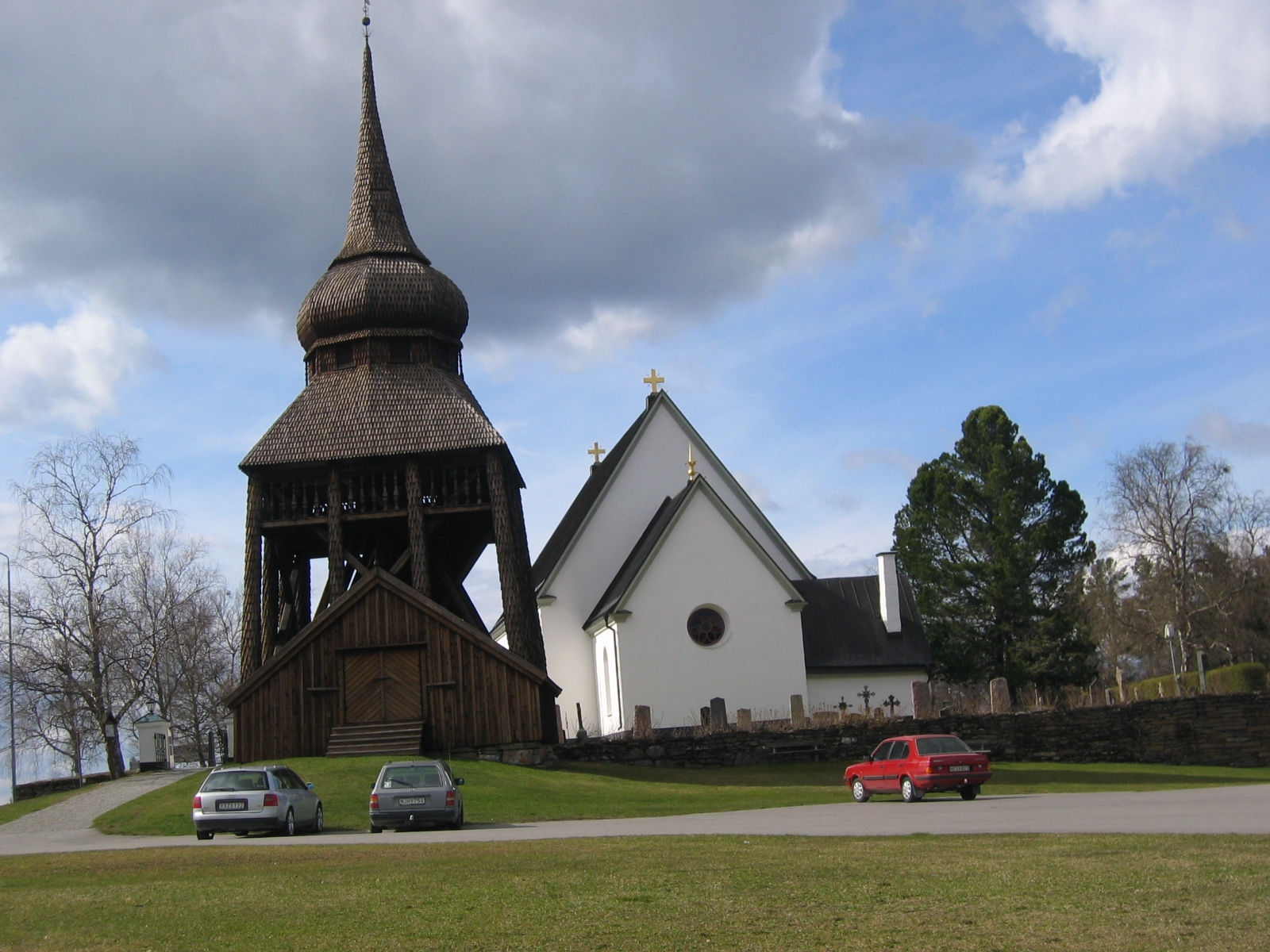
Platsen där Frösö kyrka ligger var tidigare en offerplats.

Även dialekten jämtska har ord som vittnar om den förkristna tron, ordet för får, sau/söu, är besläktat med siòdha - sjuda, alltså offer, något som skall blotas. Åskmuller benämns i jämtskan som "torn", frasen "nunen e n Tor uut å går" brukar användas när det åskar. 

Hovplatsen på Frösön, alldeles där Frösö kyrka står idag har man funnit stora mängder djurben som blotades, framför allt vilt såsom björn, älg, kronhjort, ekorre,  men i hög grad även tamdjur som häst, får, kor, svin och höns. I samband med att befolkningen ökade så anordnade man likt andra germanska stammar allting. Jamtamot beräknas ha upprättats på 900-talet och är unikt i Skandinavien då det är det enda som benämns mót istället för ting. Formen återfinns dock på annat håll, på till exempel Storbritannien, där som Witenagemot.

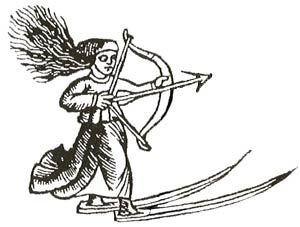
Ondurdis, Skade, skidåkningens, vinterns och jaktens gudinna har givit namn åt Andersön
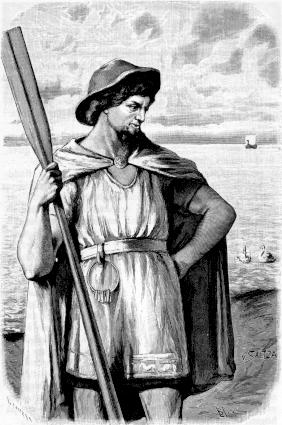
Norderön är tillägnad Njord
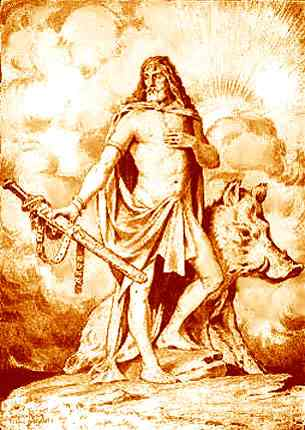
Frösön - Frös ö
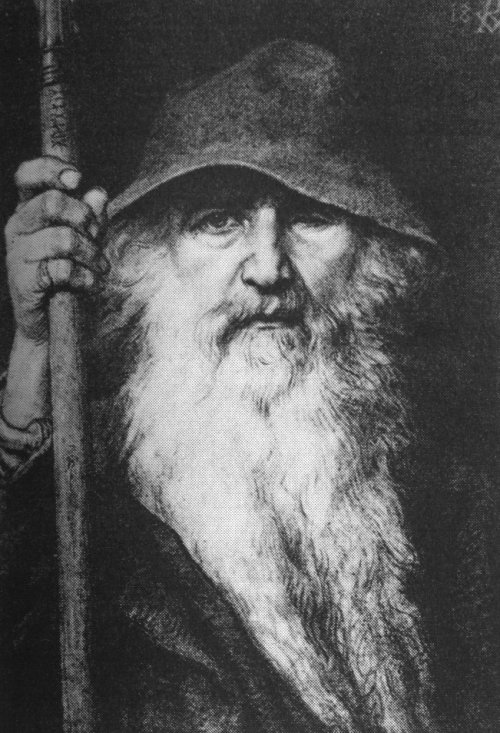
Odensala har fått sitt namn efter Oden

### Fotnoter
1. ↑  Ekerwald, Jämtarnas historia sid 34
2. ↑  Hemmendorff, Arkeologi i fjäll, skog och bygd sid 12
3. ↑  Hemmendorff, Arkeologi i fjäll, skog och bygd sid 57
4. ↑  Hemmendorff, Arkeologi i fjäll, skog och bygd sid 83
5. ↑  Ekerwald, Jämtarnas historia sid 74
6. ↑  Hemskringla Haralds saga hins hárfagra, 20. Haraldr konungr verðr einvaldi at Noregi
7. ↑  Olson, Norges konungasagor - Harald hårfagres historia, Konung Harald blir ensam härskare i Norge
8. ↑  de Vries, Altgermanische Religionsgeschichte II sid 23
9. ↑  de Vries, Altgermanische Religionsgeschichte II sid 197
10. ↑  Ekerwald, Jämtarnas historia sid 48
11. ↑  de Vries, Altgermanische Religionsgeschichte I sid 370
12. ↑  Högdahl, Sveriges Natur sid 121